# Do zobaczenia (album)
Do zobaczenia – czternasty, dwupłytowy album kompilacyjny CD/DVD polskiego wykonawcy poezji śpiewanej Grzegorza Turnaua, wydany w 2009 roku przez Pomaton EMI. Na płycie CD zawarte są utwory trudno dostępne lub niedostępne na innych wydawnictwach artysty. Na krążku DVD zamieszczone zostały teledyski oraz fragmenty z dwóch koncertów. Płyta uzyskała status złotej.
W lutym 2010 roku wydawnictwo uzyskało nominację do nagrody polskiego przemysłu fonograficznego Fryderyka w kategorii: album roku piosenka poetycka.
Płyta została zaopatrzona następującym komentarzem Grzegorza Turnaua:
"Szanowni Państwo, oto dwie płyty: jednak do zobaczenia, druga do posłuchania. Pierwsza zawierza prawie wszystkie moje teledyski. Tylko trzech z nich nie wymyślił i nie wyreżyserował Michał Zabłocki. Fakt ten czyni go kluczową, choć niewidzialną postacią tego zbioru. Uzupełnieniem płyty są fragmenty dwóch koncertów z udziałem moich przyjaciół – widzialnych i słyszalnych. Ich obecność zawsze dodawała mi otuchy. Na płytę "do posłuchania" składają się piosenki z czterech źródeł. Pierwsze źródło to wykopaliska, między innymi moje pierwsze studyjne nagranie z 1984 roku, wersje koncertowe, a także materiały demo. Drugie – piosenki z przedstawień teatralnych. Trzecie – z lekka zapomniane utwory, które lubi moja córka Antosia (a nie lubi wcale zbyt wielu). Wreszcie czwarte – piosenki z płyty, której prawie nigdzie nie można kupić (ale tylko dwie). W sumie dziesięć nagrań nigdy niepublikowanych, cztery trudno dostępne i cztery reanimowane. Pytanie brzmi: ile w powyższych zdaniach jest liczebników? Nie czekając na odpowiedź, serdecznie zapraszam do oglądania i słuchania dwóch płyt (ale nie obu jednocześnie). Do zobaczenia!"

## Lista utworów

### CD
1. "Nowe wyzwolenie" – nigdy dotąd niepublikowane, pierwsze studyjne nagranie Grzegorza Turnaua, zrealizowane w Radiu Kraków w lipcu 1984 roku
2. "Ciała" – ulubiona piosenka Antosi z płyty Ultima
3. "Pieśń Aulety" – utwór ze spektaklu Żaby Arystofanesa
4. "Kuszenie Sindbada" – piosenka ze spektaklu Przygody Sindbada Żeglarza
5. "Kliper, rufa, burta, szkwał" – piosenka ze spektaklu Przygody Sindbada Żeglarza
6. "Miejscowa Idiotka z tutejszym kretynem" – ulubiony wiersz ks. Adama Bonieckiego
7. "W prowincjonalnym małym mieście" – piosenka z płyty To tu, to tam w wersji koncertowej
8. "Wspomnienie" – (nagranie demo dla TVP, przygotowane na potrzeby festiwalu w Sopocie)
9. "Marta" – ulubiona piosenka Antosi z płyty To tu, to tam
10. "Kryzys w branży szarlatanów" – Piosenka ze spektaklu Zielona gęś
11. "Inteligenci" – Piosenka ze spektaklu Zielona gęś
12. "Struna" – wersja demo utworu z koncertu Kiedy ręce odpadną od wierszy
13. "Późnojesienny wiersz Pana Cogito przeznaczony dla kobiecych pism"
14. "Szli tędy ludzie" – ulubiona piosenka Antosi z płyty Tutaj jestem
15. "Dotąd doszliśmy" – utwór z płyty Pod światło w koncertowym wykonaniu z 1994
16. "Naprawdę nie dzieje się nic" – duet ze Zbigniewem Zamachowskim z koncertu Natężenie świadomości
17. "Na młodość" – piosenka z płyty Naprawdę nie dzieje się nic
18. "We must go to the top" – piosenka napisana na prośbę organizatorów obozu maltańskiego w 2006 roku

### DVD
1. "Cichosza"
2. "Pamięć"
3. "Między ciszą a ciszą"
4. "Bracka"
5. "Natężenie świadomości"
6. "To tu to tam"
7. "Pompa"
8. "Wielka ulewo wielka śnieżyco"
9. "Wszystko co piękne"
10. "Tutaj jestem"
11. "Niebezpieczne związki"
12. "Wiem"
13. "Soplicowo"
14. "Nie wiem o trawie"
15. "Motorek"
16. "Byłem w Nowym Yorku" – duet z Anną Marią Jopek
17. "Kiedy ręce odpadną od wierszy" – fragmenty koncertu zorganizowanego w ramach Warszawskiego Festiwalu poezji im. Zbigniewa Herberta

## Sprzedaż
| Oficjalna Lista Sprzedaży OLiS |    |    |    |    |    |    |    |    |    |    |    |    |    |    |    |
| Tydzień                        | 01 | 02 | 03 | 04 | 05 | 06 | 07 | 08 | 09 | 10 | 11 | 12 | 13 | 14 | 15 |
| Pozycja                        | 20 | 6  | 8  | 11 | 5  | 12 | 16 | 26 | 25 | 37 | –  | 47 |    |    |    |